# Ejército Imperial Alemán
El Ejército Imperial Alemán (en alemán: Deutsches Heer) era el nombre dado a las fuerzas combinadas del Imperio alemán, conocidas igualmente como Ejército Imperial (Reichsheer) o Ejército Alemán. La expresión Deutsches Heer también se usa en el ejército alemán moderno para el componente de tierra Bundeswehr. El ejército alemán imperial fue formado cuando se creó el Imperio alemán en 1871 y duró hasta 1919 con la derrota del ejército alemán en la Primera Guerra Mundial, y fue el antecesor de la Reichswehr.

## Formación
Los Estados que componían el Imperio alemán tenían cada uno sus propios ejércitos separados. Dentro de la Confederación Alemana, fundada después de las guerras napoleónicas, cada Estado era responsable del mantenimiento de algunas unidades que se pondrían a disposición de la Confederación en caso de conflicto. Al operar en conjunto, estas unidades eran conocidas como el Ejército Federal (en alemán: Bundesheer). El sistema del Ejército Federal funcionó durante diversos conflictos del siglo XIX, como la primera guerra de Schleswig en 1848-1850, pero para la época de la Segunda Guerra de Schleswig (1864), empezaron a aparecer tensiones, principalmente entre las grandes potencias de la Confederación, el Imperio de Austria y el Reino de Prusia. El final de la Confederación Alemana fue sellada por la guerra austro-prusiana de 1866.
Después de este conflicto, una victoriosa y mucho más ampliada Prusia formó una nueva confederación, la Federación Alemana del Norte, que incluía los Estados del norte de Alemania. El tratado que configuró la Federación Alemana del Norte incluía el mantenimiento de un ejército federal y de una Marina federal (Bundesmarine o Bundeskriegsmarine). Las nuevas leyes sobre el servicio militar también utilizaron estos términos. Los convenios (algunos se modificaron más tarde) estipulados entre la Federación Alemana del Norte y sus Estados miembros subordinaban efectivamente sus ejércitos a Prusia en tiempo de guerra y daban al ejército prusiano el control de la formación, la doctrina y el equipamiento.
Poco después de estallar la guerra franco-prusiana en 1870, la Federación Alemana del Norte también estableció convenios para los asuntos militares con Estados no miembros de la confederación: Baviera, Wurtemberg y Baden.
A través de estos convenios y la constitución del Imperio alemán de 1871, se creó un ejército imperial (Reichsheer). Los contingentes de los reinos de Baviera, Sajonia y Wurtemberg se mantuvieron semiautónomos, mientras que el ejército prusiano tenía casi el control total de los ejércitos de los demás Estados del Imperio. La constitución del Imperio alemán, de fecha 16 de abril de 1871, cambió las referencias en la Constitución de Alemania del Norte y el Ejército Federal, que pasó a llamarse ejército imperial (Reichsheer) o Ejército alemán (Deutsches Heer).
Después de 1871, sin embargo, los ejércitos de los cuatro reinos no se fusionaron en tiempo de paz. Las expresiones «Ejército alemán» y «Ejército Imperial» se usaron en diversos documentos jurídicos, como el Código Penal Militar, pero por lo demás los ejércitos de Prusia, Baviera, Sajonia y Wurtemberg mantuvieron sus respectivas identidades. Cada reino tenía su propio ministerio de guerra, Baviera y Sajonia tenían sus propias listas oficiales de rango y antigüedad para sus oficiales, y Wurtemberg tenía un capítulo separado de las listas de rango del ejército prusiano. Las unidades de Wurtemberg y Sajonia eran numeradas de acuerdo con el sistema prusiano, en tanto que las unidades de Baviera conservaron su propia numeración (p. ej. el 2.º Regimiento de Infantería de Wurtemberg era el Regimiento de Infantería N.º 120 según el sistema prusiano).

## Comandancia
El comandante del Ejército Imperial Alemán, menos del contingente de Baviera, fue el Kaiser. Fue asistido por un Gabinete Militar Imperial alemán y ejerció el control a través del Ministerio de Guerra de Prusia y del Estado Mayor General. El jefe del Estado Mayor se convirtió en el principal asesor militar del Kaiser y la figura militar más poderosa del Imperio. Baviera mantuvo su ministerio de guerra y el estado mayor del Real Ejército de Baviera, pero coordinando la planificación con el Estado Mayor de Prusia. Sajonia también mantuvo su propio ministerio de la guerra y el ministerio de la guerra de Württemberg también siguió existiendo.
El Comando del Ejército Prusiano había sido reformado a raíz de las derrotas sufridas por Prusia en las guerras napoleónicas. En lugar de depender principalmente de las habilidades marciales de los miembros individuales de la nobleza alemana, que dominaron la profesión militar, el ejército prusiano instituyó cambios para garantizar la excelencia en el liderazgo, la organización y la planificación. El sistema de estado mayor general, que pretendía institucionalizar la excelencia militar, fue el resultado principal. Se trató de identificar talento militar en los niveles inferiores y desarrollarlo a fondo a través de la formación académica y la experiencia práctica en la división, cuerpos y estados mayores, hasta el Gran Estado Mayor, el órgano de planificación de alto rango del ejército. Este proporcionó la planificación y el trabajo de organización en tiempos de paz como de guerra. El Estado Mayor prusiano, luego de lo demostrado en batalla en las Guerras de Unificación, se convirtió en el Estado Mayor alemán después de la formación del Imperio Alemán, dado el liderazgo de Prusia en el ejército alemán.

### Jefes del Estado Mayor alemán (1871-1919)
- Helmuth von Moltke el viejo: 7 de octubre de 1857 a 10 de agosto de 1888.
- Alfred von Waldersee: 10 de agosto de 1888 a 7 de febrero de 1891.
- Alfred von Schlieffen: 7 de febrero de 1891 a 1 de enero de 1906.
- Helmuth von Moltke el Joven: 1 de enero de 1906 hasta 14 de septiembre de 1914.
- Erich von Falkenhayn:14 de septiembre de 1914 a 29 de agosto de 1916.
- Paul von Hindenburg: 29 de agosto de 1916 a 3 de julio de 1919.
- Wilhelm Groener: 3 de julio de 1919 a 7 de julio de 1919.
- Hans von Seeckt: 7 de julio de 1919 hasta 15 de julio de 1919.

## Efectivos
Números de efectivos antes de la Primera Guerra Mundial.
| Años     | 1875    | 1888    | 1891    | 1893    | 1899    | 1902    | 1906    | 1908    | 1911    | 1913    | 1914    |
| -------- | ------- | ------- | ------- | ------- | ------- | ------- | ------- | ------- | ------- | ------- | ------- |
| Soldados | 420 000 | 487 000 | 507 000 | 580 000 | 591 000 | 605 000 | 610 000 | 613 000 | 617 000 | 663 000 | 794 000 |

## Estructura en tiempos de paz
El tiempo de paz, la estructura orgánica básica del ejército imperial alemán eran la inspección del Ejército (Armee-Inspektion), el cuerpo de ejército (Armeekorps), la división y el regimiento. Alemania, con la excepción de Baviera, se dividió en las inspecciones del ejército, cinco en 1871, y ha añadido otros tres entre 1907 y 1913 . El Ministerio de Guerra de Baviera, de hecho, retuvo su mando, y cada uno de estos "servicios de inspección" que en la actualidad pueden considerarse el equivalente de una zona militar bajo el control de una serie de departamentos.

### Cuerpo

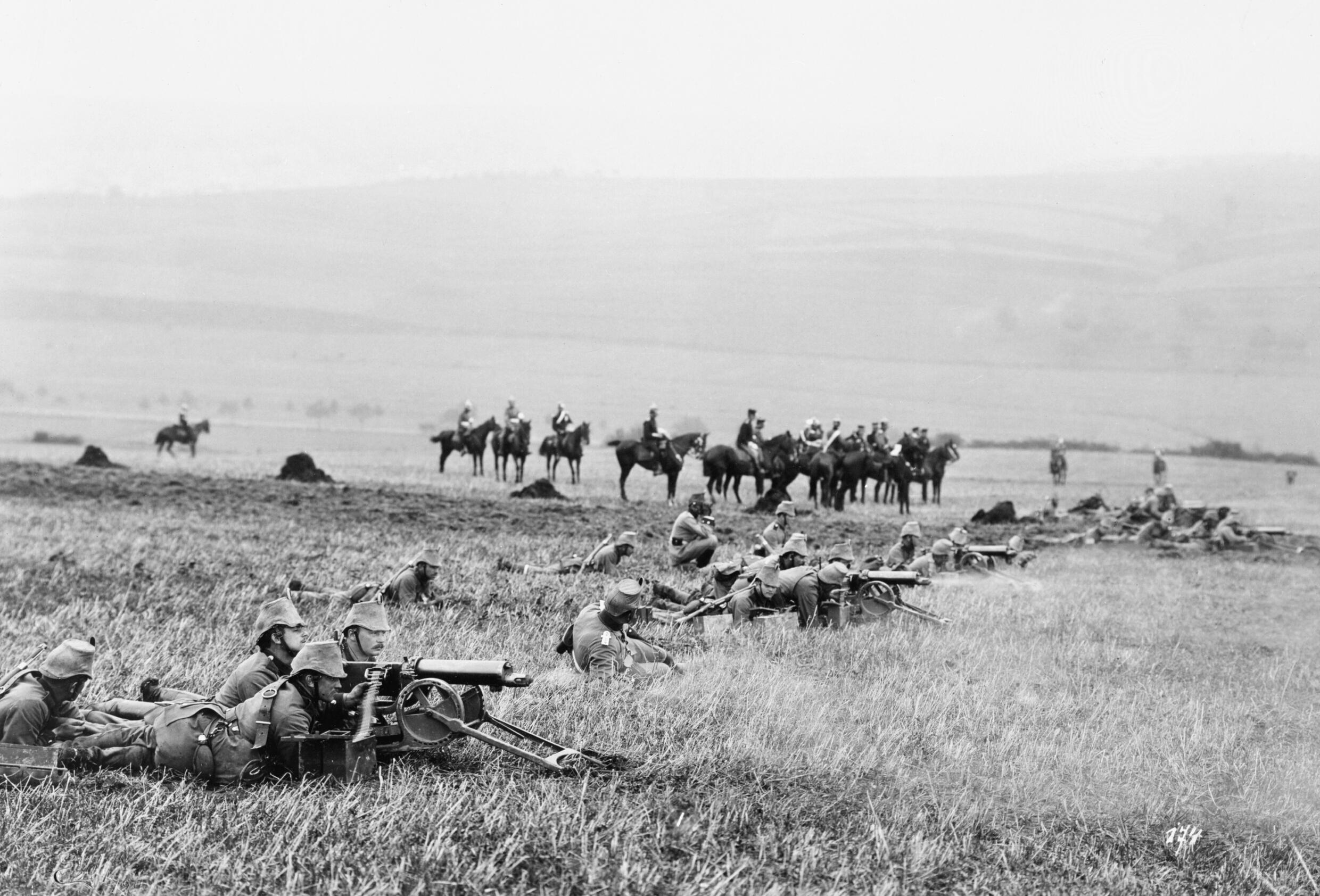
Ametralladoras alemanas durante las maniobras de 1905.

La formación básica de organización del Ejército Imperial, era el cuerpo del ejército (Armeekorps), que consiste en dos o más divisiones para cubrir un área geográfica específica. Los cuerpos también fueron responsables del mantenimiento de las reservas y el Landwehr en el área de control. En la víspera de la Primera Guerra Mundial, había 21 cuerpos en el control de las áreas bajo la jurisdicción de Prusia más de 3 cuerpos del ejército bávaro. Además de los cuerpos regulares, había también un Cuerpo de la Guardia (Wachkorps) , una unidad de élite, que controla directamente el área de Berlín. Un cuerpo generalmente incluye un batallón de infantería ligera (Jäger), un batallón de artillería pesada (Fußartillerie), un batallón de ingenieros, un batallón telégrafico y un batallón de trenes. Algunas áreas de control, eran manejadas por los departamentos específicos, como las tropas de fortalezas, cada uno de los 25 cuerpos tenían disponible una unidad de la aviación (Feldflieger Abteilung).

### División
La formación táctica básica era la división. Una división estándar Imperial alemán consistía en dos brigadas de infantería de dos regimientos cada una, una brigada de caballería de dos regimientos, y una brigada de artillería de dos regimientos. En 1914, además del Cuerpo de la Guardia (dos divisiones de la Guardia y una división de caballería de la Guardia), había 42 divisiones regulares en el ejército prusiano (incluyendo cuatro divisiones sajonas y dos divisiones de Württemberg), y seis divisiones en el ejército bávaro.

### Regimiento
El regimiento fue la unidad de combate básica, así como la base de reclutamiento de soldados. Había tres tipos básicos de regimiento de infantería, caballería y artillería. Otras especialidades, tales como pioneros (ingenieros de combate) y las tropas de señales, se organizaron en pequeñas unidades de apoyo. 

## Sistema de Reservas
Cuando los británicos decidieron reformar su ejército en la década de 1860, se examinaron las principales fuerzas europeas y decidieron que el sistema prusiano era el mejor. Este sistema continuó en el Ejército Imperial Alemán después de 1871 y dio lugar a un modesto cuadro de oficiales y sargentos profesionales, y una gran fuerza de reserva que pudiera movilizarse rápidamente en el inicio de una guerra. Los británicos no podían utilizar este sistema por rechazo al servicio militar obligatorio. También los japoneses, estaban observando el sistema de reservas y, a diferencia de los británicos, decidieron copiar el modelo prusiano.

## Base industrial

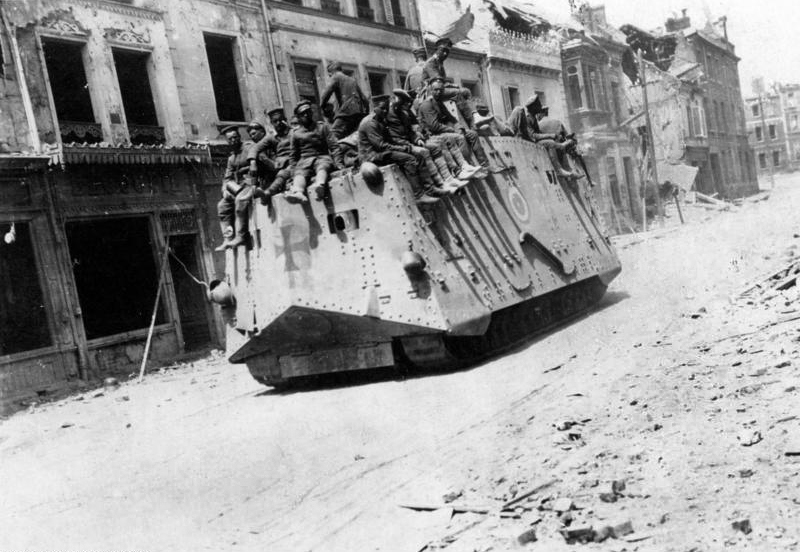
Un sturmpanzerwagen A7V en el Frente Occidental en 1918.

Alemania tuvo la mayor base industrial en Europa, superando a Gran Bretaña en 1900. El Ejército colaboró estrechamente con la industria, especialmente en la Primera Guerra Mundial, con especial énfasis en la industria aeronáutica que cambia muy rápidamente. El Ejército fijó los precios y las exenciones de mano de obra, regulado la oferta de crédito y materias primas, derechos de patentes limitadas a fin de permitir las licencias cruzadas entre las empresas, y supervisó las relaciones obrero-patronales. El resultado fue la expansión muy rápida y una elevada producción de aviones de alta calidad, así como los altos salarios que atrajo a los mejores maquinistas. Aparte de la aviación la regulación del ejército en el resto de la economía de guerra fue ineficiente.

## Fuerza Aérea
La Deutsche Luftstreitkräfte, conocida antes de 1916 como Die Fliegertruppen des deutschen Kaiserreiches (Tropas aéreas del Imperio Alemán), era el brazo aéreo de las fuerzas armadas alemanas durante la Primera Guerra Mundial (1914-1918). Aunque su nombre realmente significa algo muy cercano a "La Fuerza Aérea Alemana", permaneció como una parte integral del Ejército de tierra alemán durante la duración de la guerra.